# Jellium
El Jellium (gelea o geli), també conegut com a gas d'electrons uniformes (UEG) o gas d'electrons homogenis (HEG), és un model mecànic quàntic d'electrons que interactuen en un sòlid on se suposa que les càrregues positives (és a dir, nuclis atòmics) es distribueixen uniformement a l'espai; la densitat electrònica també és una quantitat uniforme a l'espai. Aquest model permet centrar-se en els efectes en sòlids que es produeixen a causa de la naturalesa quàntica dels electrons i les seves interaccions repulsives mútues (a causa de la càrrega semblant) sense la introducció explícita de la xarxa i l'estructura atòmiques que formen un material real. La gelea s'utilitza sovint en la física de l'estat sòlid com a model simple d'electrons deslocalitzats en un metall, on pot reproduir qualitativament característiques dels metalls reals com ara el cribratge, els plasmons, la cristal·lització de Wigner i les oscil·lacions de Friedel.
A temperatura zero, les propietats de la gelea depenen únicament de la densitat electrònica constant. Aquesta propietat la presta a un tractament dins de la teoria funcional de la densitat; el propi formalisme proporciona la base per a l'aproximació de la densitat local a la funcional de densitat d'energia de correlació d'intercanvi.
El terme gelea va ser encunyat per Conyers Herring el 1952, fent al·lusió al fons de "gelea positiva" i al típic comportament metàl·lic que mostra.

## Hamiltonià
El model de gelea tracta l'acoblament electró-electró amb rigor. La càrrega de fons artificial i sense estructura interacciona electrostàticament amb ella mateixa i amb els electrons. Hamiltonià de gelea per a N electrons confinats dins d'un volum d'espai Ω, i amb densitat electrònica ρ(r) i densitat de càrrega de fons (constant) n(R)=N/Ω és{\displaystyle {\hat {H}}={\hat {H}}_{\mathrm {el} }+{\hat {H}}_{\mathrm {back} }+{\hat {H}}_{\mathrm {el-back} },}on
- Hel és l'hammiltonià electrònic que consta dels termes cinètics i de repulsió electró-electró:

{\displaystyle {\hat {H}}_{\mathrm {el} }=\sum _{i=1}^{N}{\frac {p_{i}^{2}}{2m}}+\sum _{i<j}^{N}{\frac {e^{2}}{|\mathbf {r} _{i}-\mathbf {r} _{j}|}}}
- H back és l' Hamiltonià de la càrrega de fons positiva que interacciona electrostàticament amb si mateixa:

{\displaystyle {\hat {H}}_{\mathrm {back} }={\frac {e^{2}}{2}}\int _{\Omega }\mathrm {d} \mathbf {R} \int _{\Omega }\mathrm {d} \mathbf {R} '\ {\frac {n(\mathbf {R} )n(\mathbf {R} ')}{|\mathbf {R} -\mathbf {R} '|}}={\frac {e^{2}}{2}}\left({\frac {N}{\Omega }}\right)^{2}\int _{\Omega }\mathrm {d} \mathbf {R} \int _{\Omega }\mathrm {d} \mathbf {R} '\ {\frac {1}{|\mathbf {R} -\mathbf {R} '|}}}
- H el-back és la interacció electró-fons hamiltoniana, de nou una interacció electroestàtica:

{\displaystyle {\hat {H}}_{\mathrm {el-back} }=\int _{\Omega }\mathrm {d} \mathbf {r} \int _{\Omega }\mathrm {d} \mathbf {R} \ {\frac {\rho (\mathbf {r} )n(\mathbf {R} )}{|\mathbf {r} -\mathbf {R} |}}=-e^{2}{\frac {N}{\Omega }}\sum _{i=1}^{N}\int _{\Omega }\mathrm {d} \mathbf {R} \ {\frac {1}{|\mathbf {r} _{i}-\mathbf {R} |}}}H back és una constant i, en el límit d'un volum infinit, divergent juntament amb H el-back. La divergència es cancel·la per un terme de l'acoblament electró-electró: les interaccions de fons es cancel·len i el sistema està dominat per l'energia cinètica i l'acoblament dels electrons. Aquesta anàlisi es fa a l'espai de Fourier; els termes d'interacció de l'hamiltonià que queden corresponen a l'expansió de Fourier de l'acoblament d'electrons per al qual q ≠ 0.

## Aportacions a l'energia total
La forma tradicional d'estudiar el gas d'electrons és començar amb electrons que no interaccionen, que només es regeixen per la part d'energia cinètica de l'Hamiltonià, també anomenat gas de Fermi. L'energia cinètica per electró ve donada per
{\displaystyle K={\frac {3}{5}}E_{\rm {F}}={\frac {3}{5}}{\frac {\hbar ^{2}k_{\rm {F}}^{2}}{2m_{\rm {e}}}}={\frac {3}{5}}{\biggl (}{\frac {9\pi }{4}}{\biggr )}^{\frac {2}{3}}{\frac {1}{(r'_{\rm {s}}/a_{0})^{2}}}{\textrm {Ry}}\approx {\frac {2.21}{(r'_{\rm {s}}/a_{0})^{2}}}{\textrm {Ry}}}
on {\displaystyle E_{\rm {F}}} és l'energia de Fermi, {\displaystyle k_{\rm {F}}} és el vector d'ona de Fermi, i l'última expressió mostra la dependència del radi de Wigner-Seitz {\displaystyle r'_{\rm {s}}} on l'energia es mesura en rydbergs. {\displaystyle a_{0}} és el radi de Bohr. En el que segueix {\displaystyle r_{\rm {s}}} és el valor normalitzat {\displaystyle r_{\rm {s}}=r'_{\rm {s}}/a_{0}}
Sense fer gaire feina, es pot endevinar que les interaccions electró-electró escalaran com la inversa de la separació mitjana electró-electró i, per tant, com {\displaystyle 1/r_{12}} (ja que la interacció de Coulomb passa com una distància entre càrregues) de manera que si veiem les interaccions com una petita correcció de l'energia cinètica, estem descrivint el límit de petites {\displaystyle r_{\rm {s}}} (és a dir {\displaystyle 1/r_{\rm {s}}^{2}} sent més gran que {\displaystyle 1/r_{\rm {s}}} ) i per tant alta densitat electrònica. Malauradament, els metalls reals solen tenir {\displaystyle r_{\rm {s}}} entre 2 i 5, el que significa que aquesta imatge necessita una revisió seriosa.
La primera correcció al model d'electrons lliures per al geli és de la contribució d'intercanvi Fock a les interaccions electró-electró. Afegint això, un té una energia total de
{\displaystyle E={\frac {2.21}{r_{\rm {s}}^{2}}}-{\frac {0.916}{r_{\rm {s}}}}}
on el terme negatiu es deu a l'intercanvi: les interaccions d'intercanvi redueixen l'energia total. Les correccions d'ordre superior a l'energia total es deuen a la correlació electrònica i si es decideix treballar en sèrie per a petites {\displaystyle r_{s}}, es troba
{\displaystyle E={\frac {2.21}{r_{\rm {s}}^{2}}}-{\frac {0.916}{r_{\rm {s}}}}+0.0622\ln(r_{\rm {s}})-0.096+O(r_{\rm {s}})}
La sèrie és bastant precisa per als petits {\displaystyle r_{\rm {s}}} però de dubtós valor per {\displaystyle r_{\rm {s}}} valors trobats en metalls reals.
Per a tota la gamma de {\displaystyle r_{\rm {s}}}, la densitat d'energia de correlació de Chachiyo es pot utilitzar com a correcció d'ordre superior. En aquest cas,
{\displaystyle E={\frac {2.21}{r_{\rm {s}}^{2}}}-{\frac {0.916}{r_{\rm {s}}}}+a\ln \left(1+{\frac {b}{r_{\rm {s}}}}+{\frac {b}{r_{\rm {s}}^{2}}}\right)}, que concorda força bé (de l'ordre de milli-Hartree) amb la simulació quàntica de Monte Carlo.

## Diagrama de fases de temperatura zero de gelea en tres i dues dimensions
La física del comportament de la fase a temperatura zero del geli està impulsada per la competència entre l'energia cinètica dels electrons i l'energia d'interacció electró-electró. L'operador d'energia cinètica a les escales hamiltonianes as {\displaystyle 1/r_{\rm {s}}^{2}}, on {\displaystyle r_{\rm {s}}} és el radi de Wigner-Seitz, mentre que l'operador d'energia d'interacció s'escala com {\displaystyle 1/r_{\rm {s}}}. Per tant, l'energia cinètica domina a alta densitat (petita {\displaystyle r_{\rm {s}}}), mentre que l'energia d'interacció domina a baixa densitat (gran {\displaystyle r_{\rm {s}}}).

## Aplicacions
El gel·li és el model més senzill d'electrons que interactuen. S'utilitza en el càlcul de propietats dels metalls, on els electrons del nucli i els nuclis es modelen com a fons positiu uniforme i els electrons de valència es tracten amb tot rigor. Les lloses de gelea semi-infinites s'utilitzen per investigar propietats superficials com ara la funció de treball i efectes superficials com l'adsorció; a prop de superfícies, la densitat electrònica varia de manera oscil·latòria, decaint fins a un valor constant a la massa.
Dins de la teoria funcional de la densitat, el geli s'utilitza en la construcció de l'aproximació de la densitat local, que al seu torn és un component de funcionals d'energia de correlació d'intercanvi més sofisticats. A partir dels càlculs quàntics de gelea de Monte Carlo, s'han obtingut valors precisos de la densitat d'energia de correlació per a diversos valors de la densitat electrònica, que s'han utilitzat per construir funcionals de correlació semiempíriques.
El model de gelea s'ha aplicat a superàtoms, cúmuls metàl·lics, complexos d'octacarbonil i s'ha utilitzat en física nuclear.